# Irizar
Irizar és l'empresa matriu d'un grup empresarial del sector dels autobusos i autocars, amb activitats en d'altres com el ferroviari, l'electrònica, les comunicacions (connectivitat), la maquinària rotativa i l'electromobilitat.
És el primer constructor de carrosseries de vehicles d'autocar a Espanya (amb una quota de mercat superior al 40%), i ocupa el segon lloc a Europa, ja que les seves carrosseries d'autocar estan disponibles a moltes parts del món. A banda de la seva planta principal al País Basc, que produeix al voltant de 1.400 carrosseries a l'any, Irizar també té fàbriques a altres països: a Skhirate (Marroc), Botucatu (Brasil), Querétaro (Mèxic) i Centurion (Sud-àfrica). En conjunt tenen una producció anual de més de 3.500 carrosseries i vehicles integrals. El grup Irízar també és propietari d'Hispacold, que fabrica sistemes d'aire condicionat per a autocars, i de Masats, fabricants de portes i rampes automatitzades per a autobusos i autocars.
La seu central s'ubica a la localitat guipuscoana d'Ormaiztegi (País Basc, Espanya), on també hi ha Creatio, el Centre d'Investigació i Desenvolupament del Grup Irizar.
Amb una facturació superior als 700 milions d'euros l'any, té presència comercial en més de 90 països de cadascun dels cinc continents del planeta.